# 海南藏族自治州
海南藏族自治州（藏語：མཚོ་ལྷོ་བོད་རིགས་རང་སྐྱོང་ཁུལ།，威利转写：mtsho-lho bod-rigs rang-skyong-khul，藏语拼音：Colho Poirig Ranggyong Kü），簡稱海南州，是中华人民共和国青海省下辖的自治州。州境东北抵西宁市、海东市，东邻黄南州，南接果洛州，西连海西州。地处青藏高原东部，北部为青海湖盆地，中部为共和盆地，南部为阿尼玛卿山北麓。昆仑山支脉青海南山、鄂拉山横亘中部。黄河由南往北呈“C”字形流贯全境，纳曲什安河、茫拉河等支流，州境中部建有龙羊峡水库。布哈河、黑马河、倒淌河等河流注入州境北部的青海湖。全州总面积43,453平方公里，2020年常住人口44.7万，自治州首府驻共和县。

## 历史
汉神爵二年（前60年）金城郡设河关县，辖今贵德、共和东部地区，受护羌校尉节制。汉平帝元始四年（4年），设西海郡，其辖地包括今共和、兴海两县的大部分地区。
晋時今贵德和共和分别为前凉、后凉、北凉管辖。建德五年（576年），北周收复黄河以南地区，建廓州，辖今贵德、贵南等地。
隋大业三年（607年），改廓州为浇河郡，今贵德、贵南两县为其属地。大业五年（609年），隋攻滅吐谷浑，新置河源郡、西海郡，辖今兴海县大河坝以南、同德、共和地区。
唐天宝十三年（754年），陇右节度使哥舒翰收复九曲之地，在黄河以南置浇河郡及宛秀军等。
宋大观二年（1108年），建积石军，辖今贵德县及其以东地区。绍兴元年（1131年），金攻占积石军，归金管辖。
元至元八年（1271），于今贵德设贵德州，属吐蕃宣慰使都元帅府管辖。至元二十三年（1286年），贵德州归陕西行中书省河州路管辖，辖今贵德及其西南地区。
明洪武三年（1370年），将贵德州改为归德州。洪武八年（1375年）改归德州为归德守御千户所，隶临洮府河州卫。洪武十年（1377年）复称归德州，辖今贵德及贵南部分地区。今海南其他地区，属朵甘都司答思麻万户府和必里千户所管辖。
清顺治六年（1649年），清朝在今贵德县设归德所。雍正二年（1724年），今贵德黄河以北地区归西宁县管辖。是年，在今贵德设“钦差总理蒙古番子事务大臣公署”，后移驻西宁，管理包括今海南州在内的广大牧区。雍正四年（1726年），归德所改隶甘肃临洮府。乾隆三年（1738年），归德所改隶西宁府。乾隆二十六年（1761年），改归德为贵德，并改设为县，置县丞。乾隆五十六年（1791年），置贵德厅，设抚番同知，隶西宁府，辖今海南黄河以南的贵德、贵南、同德等地。
民国二年（1913年），改贵德厅为县，归甘肃省西宁道管辖。民国十八年（1929年）7月11日，划湟源县之恰卜恰地区和西宁县之上、下廓密地区设共和县，县治曲沟大庄。民国二十四年（1935年），划贵德县之鲁仓、汪什科及察罕诺门汗牧地设同德县，县治拉加寺。民国二十八年（1939年），省政府设大河坝设治局。民国二十九年（1940年）青海省第七行政督察专员公署成立，辖同德县、南屏设治局（今贵南鲁仓地区）、河曲设治局（今同德石藏寺一带）等。民国三十年（1941年）第七行政督察专员公署改为第三行政督察专员公署，仅辖同德一县。民国三十二年（1943年）改设治局为县，县治旧大河坝。民国三十三年（1944年），南屏设治局撤销，将同德县的鲁仓一带划归贵德县，茫拉、沙沟、拉乙亥等小块农业区仍归同德县管辖。民国三十五年（1946年），第三行政督察专员公署撤销，同德县直属青海省政府领导。
1951年11月20日，同德藏族自治区成立。1952年6月，共和藏族自治区成立。1952年3月，兴海藏族自治区成立。1953年3月，贵南藏族自治区成立。1953年12月6日，海南藏族自治区成立，辖贵德、共和、同德、兴海、贵南5县。州治共和县。1955年7月28日，海南藏族自治区更名为海南藏族自治州。

## 地理
海南州位于青海省的东部，青藏高原东北部，因地处青海湖以南而得名，东与海东市和黄南藏族自治州毗连，西与海西蒙古族藏族自治州接壤，南与果洛藏族自治州为邻，北隔青海湖与海北藏族自治州相望，面积4.45万平方千米，占青海省总面积的6.18%。全州除青海南山外，呈西南向东北降低的趋势，由于黄河流经中部，整个地势又以黄河为中轴轴向倾斜。
境内地形以山地为主，四周环山，西部與西南部有鄂拉山。盆地居中，高原丘陵和河谷台地相间其中，地势起伏较大，复杂多样。全州平均海拔在3000米以上，最高海拔5305米，最低海拔2168米。山地是全州主要地貌类型，占全州陆地总面积的42.3%，丘陵及残山占全州陆地总面积的11%；中海拔平原和台地占全州陆地总面积的46.7%，其中河谷阶地为12.4%。黄河横贯中南部5县20个乡镇，长411.3公里，有支流101条；以青海湖为主的6个内陆水系有支流40余条。青海湖是中国最大的内陆高原微咸水湖，位于州境北部。湖面积4573平方千米，湖水总容量854亿立方米，矿化度在12.5—13.2克/升之间。湖面海拔3196米，平均水深19.15米。自治州境内河流众多，主要为黄河水系和青海湖水系河流。
海南藏族自治州属典型的高原大陆性气候，其特征是大气稀薄，干旱少雨，光照时间长，太阳辐射强，气候温凉寒冷，气温年较差小、日较差大。春季干旱多风，夏季短促凉爽，秋季阴湿多雨，冬季漫长干燥。境内平均气温随着海拔的升高而降低。年平均气温以黄河下段谷地为最高，达7℃；共和盆地约3℃；3400米以上地区低于0℃；4000米以上地区在-4℃以下。年较差为24~26℃。境内南部和青海湖地区年降水量400~500毫米，共和盆地和兴海子科滩等地年降水量300~360毫米之间。境内东部、北部及青海湖地区年平均日照2900~3040小时，中部和南部地区年平均日照2690`2770小时。
| 1981–2010年间共和县的平均气象数据 | 1981–2010年间共和县的平均气象数据 | 1981–2010年间共和县的平均气象数据 | 1981–2010年间共和县的平均气象数据 | 1981–2010年间共和县的平均气象数据 | 1981–2010年间共和县的平均气象数据 | 1981–2010年间共和县的平均气象数据 | 1981–2010年间共和县的平均气象数据 | 1981–2010年间共和县的平均气象数据 | 1981–2010年间共和县的平均气象数据 | 1981–2010年间共和县的平均气象数据 | 1981–2010年间共和县的平均气象数据 | 1981–2010年间共和县的平均气象数据 | 1981–2010年间共和县的平均气象数据 |
| 月份                              | 1月                               | 2月                               | 3月                               | 4月                               | 5月                               | 6月                               | 7月                               | 8月                               | 9月                               | 10月                              | 11月                              | 12月                              | 全年                              |
| --------------------------------- | --------------------------------- | --------------------------------- | --------------------------------- | --------------------------------- | --------------------------------- | --------------------------------- | --------------------------------- | --------------------------------- | --------------------------------- | --------------------------------- | --------------------------------- | --------------------------------- | --------------------------------- |
| 平均高温 °C（°F）                 | −0.2 (31.6)                       | 3.7 (38.7)                        | 8.8 (47.8)                        | 14.1 (57.4)                       | 17.7 (63.9)                       | 20.3 (68.5)                       | 22.5 (72.5)                       | 22.2 (72.0)                       | 17.8 (64.0)                       | 12.5 (54.5)                       | 6.5 (43.7)                        | 1.1 (34.0)                        | 12.2 (54.1)                       |
| 日均气温 °C（°F）                 | −9.0 (15.8)                       | −4.9 (23.2)                       | 0.7 (33.3)                        | 6.4 (43.5)                        | 10.8 (51.4)                       | 13.9 (57.0)                       | 16.0 (60.8)                       | 15.3 (59.5)                       | 11.0 (51.8)                       | 4.8 (40.6)                        | −2.5 (27.5)                       | −7.9 (17.8)                       | 4.6 (40.2)                        |
| 平均低温 °C（°F）                 | −15.7 (3.7)                       | −11.7 (10.9)                      | −5.8 (21.6)                       | −0.3 (31.5)                       | 4.4 (39.9)                        | 8.1 (46.6)                        | 10.3 (50.5)                       | 9.5 (49.1)                        | 5.7 (42.3)                        | −1.0 (30.2)                       | −9.0 (15.8)                       | −14.4 (6.1)                       | −1.7 (29.0)                       |
| 平均降水量 mm（）                 | 1.5 (0.06)                        | 1.7 (0.07)                        | 5.7 (0.22)                        | 13.7 (0.54)                       | 41.3 (1.63)                       | 56.5 (2.22)                       | 73.6 (2.90)                       | 68.2 (2.69)                       | 46.0 (1.81)                       | 13.7 (0.54)                       | 1.9 (0.07)                        | 1.1 (0.04)                        | 324.9 (12.79)                     |
| 平均相對濕度（％）                | 43                                | 37                                | 37                                | 40                                | 48                                | 56                                | 61                                | 61                                | 64                                | 56                                | 44                                | 44                                | 49                                |
| 来源：中国气象数据网              |                                   |                                   |                                   |                                   |                                   |                                   |                                   |                                   |                                   |                                   |                                   |                                   |                                   |

## 政治

### 现任领导
| 机构     | · 中国共产党 · 海南藏族自治州委员会 | 海南藏族自治州人民代表大会 常务委员会 | 海南藏族自治州人民政府 | · 中国人民政治协商会议 · 海南藏族自治州委员会 |
| 职务     | 书记                                | 主任                                  | 州长                   | 主席                                          |
| -------- | ----------------------------------- | ------------------------------------- | ---------------------- | --------------------------------------------- |
| 姓名     | 吕刚                                | 马建宏                                | 尕玛朋措               | 才让                                          |
| 民族     | 汉族                                | 汉族                                  | 藏族                   | 藏族                                          |
| 籍贯     | 河南省淮滨县                        | 甘肃省临夏市                          | 青海省囊谦县           |                                               |
| 出生日期 | 1966年9月（58歲）                   | 1966年8月（58歲）                     | 1968年11月（56歲）     | 1966年10月（58歲）                            |
| 就任日期 | 2021年3月                           | 2021年8月                             | 2021年4月              | 2021年8月                                     |

### 行政区划
海南州下辖5个县：共和县、同德县、贵德县、兴海县、贵南县。

## 人口
根据2020年第七次全国人口普查，全州常住人口为446,996人。同第六次全国人口普查的441,691人相比，十年共增加了5,305人，增长1.2%，年平均增长率为0.12%。其中，男性人口为225,808人，占总人口的50.52%；女性人口为221,188人，占总人口的49.48%。总人口性别比（以女性为100）为102.09。0－14岁的人口为108,376人，占总人口的24.25%；15－59岁的人口为295,926人，占总人口的66.2%；60岁及以上的人口为42,694人，占总人口的9.55%，其中65岁及以上的人口为30,852人，占总人口的6.9%。居住在城镇的人口为182,707人，占总人口的40.87%；居住在乡村的人口为264,289人，占总人口的59.13%。

### 民族
常住人口中，汉族人口为99,418人，占22.24%；各少数民族人口为347,578人，占77.76%。其中：藏族303,678人，占67.94%；回族34,321人，占7.68%；土族3,468人，占0.78%；撒拉族1,454人，占0.33%；蒙古族3,094人，占0.69%；其它少数民族1,563人，占0.35%。与2010年第六次全国人口普查相比，汉族人口减少10,281人，下降9.37%，占总人口比例下降2.59个百分点；各少数民族人口增加15,586人，增长4.69%，占总人口比例增加2.59个百分点。其中，藏族人口增加10,793人，增长3.69%，占总人口比例增加1.63个百分点；回族人口增加4,118人，增长13.63%，占总人口比例增加0.84个百分点。
| 民族名称                | 藏族    | 汉族   | 回族   | 土族  | 蒙古族 | 撒拉族 | 东乡族 | 土家族 | 满族 | 白族 | 其他民族 |
| ----------------------- | ------- | ------ | ------ | ----- | ------ | ------ | ------ | ------ | ---- | ---- | -------- |
| 人口数                  | 303,678 | 99,418 | 34,321 | 3,468 | 3,094  | 1,454  | 582    | 526    | 136  | 101  | 218      |
| 占总人口比例（%）       | 67.94   | 22.24  | 7.68   | 0.78  | 0.69   | 0.33   | 0.13   | 0.12   | 0.03 | 0.02 | 0.05     |
| 占少数民族人口比例（%） | 87.37   | －     | 9.87   | 1.00  | 0.89   | 0.42   | 0.17   | 0.15   | 0.04 | 0.03 | 0.06     |

## 旅游
- 日月山
- 玉皇阁古建筑群

### 全国重点文物保护单位
- 贵德文庙及玉皇阁
- 宗日遗址
- 赛宗寺
- 文昌庙
- 珍珠寺
- 石藏寺